# Brucerolis maryannae
Brucerolis maryannae är en kräftdjursart som först beskrevs av Menzies 1962.  Brucerolis maryannae ingår i släktet Brucerolis och familjen Serolidae. Inga underarter finns listade i Catalogue of Life.